# سیارک ۱۰۹۹
سیارک ۱۰۹۹ (به انگلیسی: 1099 Figneria، نامگذاری:1928RQ) هزار و نود و نهمین سیارک کشف شده‌است که در ۱۳ سپتامبر ۱۹۲۸ و در رصدخانه سایمیز کشف شد.
قدر مطلق سیارک برابر ۱۰٫۴۰ است.